# Chile Chico (ort)
Chile Chico är en ort i Chile.   Den ligger i provinsen Provincia General Carrera och regionen Región de Aisén, i den södra delen av landet, 1 500 km söder om huvudstaden Santiago de Chile. Chile Chico ligger 215 meter över havet och antalet invånare är 2 500. Den ligger vid sjön Lago Buenos Aires.
Terrängen runt Chile Chico är varierad. Trakten runt Chile Chico är nära nog obefolkad, med mindre än två invånare per kvadratkilometer..